# Cementerio General de Miraflores
El Cementerio General de Miraflores es el cementerio más importante de la ciudad de Trujillo, Perú.

## Historia
Fue creado el 2 de diciembre de 1831. Su construcción comenzó en un terreno donado por el español Juan José Pinillos, luego se amplió con la donación de tierras de José Santos Deza, en 1876, y de Isabel Castro de Hoyle, en 1903.
Actualmente depende de la Beneficencia Pública de Trujillo y cuenta con un área de 60.838.00 metros cuadrados. El 2018, se dijo que la "vida útil" del cementerio, es decir, la capacidad para recibir difuntos, se extenderá al menos 15 años más, dada la falta de nichos que aquejaba al camposanto desde hacía varios años.
El cementerio se encuentra en la cuadra cuatro de la avenida Miraflores con avenida Túpac Amaru, cuadra uno.

## Personalidades enterradas en el cementerio
- Víctor Raúl Haya de la Torre, pensador y político peruano.
- Hipólito de Bracamonte Marques de Valle Hermoso, hacendado predecesor de las leyes antiesclavistas en el Perú.
- Manuel Cavero y Muñoz, primer alcalde republicano de Trujillo.[4]
- Ricardo O'Donovan, militar, abogado y diputado trujillano que destacó en la guerra con Chile.
- José Ignacio Chopitea, independentista del Perú y exsenador.
- Luis José de Orbegoso y Moncada Galindo, procer de la Independencia del Perú y presidente en dos oportunidades.
- Pedro José Soto, sacerdote y miembro del primer congreso constituyente del Perú.